# Quite Interesting
QI (Quite Interesting) est une émission télévisée britannique créée et co-produite par John Lloyd et animée par Stephen Fry de 2003 à 2016, et par Sandi Toksvig depuis le début de la saison N (2016). Il s'agit d'un panel show (en), c'est-à-dire un jeu télévisé dont les participants sont des personnalités (le plus souvent des humoristes).
L'émission réunit en général quatre panélistes, Alan Davies de manière permanente et trois autres changeant à chaque épisode, dont le but est de répondre aux questions posées par Stephen Fry.
Celles-ci sont presque toujours si obscures qu'il est très improbable d'en connaître la bonne réponse, les points sont donc attribués en fonction de l'intérêt des réponses et non de leur exactitude. 
En revanche, un panéliste qui répond une idée fausse et largement répandue perd des points.
QI est diffusé depuis 2003 sur différentes chaînes de la BBC, dans son format simple (30 minutes) ou étendu (QI XL, 45 minutes).
C'est un grand succès d'audience et critique au Royaume-Uni.
L'émission a été nommée pour un grand nombre de récompenses, dont les National Television Awards et les BAFTA, qu'elle remporte d'ailleurs en 2013 dans la catégorie "Most Popular Comedy Panel Show". Stephen Fry a reçu la Rose d'or du meilleur animateur de jeu télévisé en 2006.
Parmi les participants réguliers de l'émission figurent Jo Brand, Bill Bailey, Phill Jupitus, Sean Lock, Jimmy Carr, Rich Hall et David Mitchell.